# Хорватский футбольный союз
Хорва́тский футбо́льный сою́з (хорв. Hrvatski nogometni savez) — организация, осуществляющая контроль и управление футболом в Хорватии. Располагается в Загребе. Союз организует деятельность и управляет национальными сборными по футболу (мужской, женской, молодёжными). Под эгидой союза проводятся мужской и женский чемпионаты Хорватии, а также многие другие соревнования.

## История
ХФС считает датой своего основания 1912 год, когда у его руля встал Милован Зорничич, а сама страна ещё входила в Австро-Венгрию. В 1919 году все спортивные федерации Хорватии перешли в ведение КСХС.
6 августа 1939 года ХФС вновь обрёл самостоятельность. 17 июля 1941 года ФИФА признала ХФС как национальную ассоциацию Независимого государства Хорватия, основанного усташами, и считала его своим членом до образования СФРЮ.
Последний раз ФИФА признала своим членом ХФС 3 июля 1992 года, после распада Югославии, а УЕФА приняла его в свои ряды 17 июня 1993 года.